# ريكاردو توريس (ملاكم)
ريكاردو توريس (بالإسبانية: Ricardo Torres)‏ مواليد 16 فبراير 1980 في كولومبيا، هو ملاكم محترف كولومبي. حقق بطولة منظمة الملاكمة العالمية.

## إحصائيات
خاض خلال مسيرته 35 نزالا، فاز في 33 ولم يتعادل وخسر في 2. فاز بالضربة القاضية في 29 نزالا.

## روابط خارجية
- ريكاردو توريس على موقع بوكس ريك (الإنجليزية) (registration required)